# Myrsine raiateensis
Myrsine raiateensis är en viveväxtart som först beskrevs av Moore, och fick sitt nu gällande namn av Francis Raymond Fosberg och Sachet. Myrsine raiateensis ingår i släktet Myrsine och familjen viveväxter. Inga underarter finns listade i Catalogue of Life.